# Tahnee Welch
Latanne Rene "Tahnee" Welch (San Diego, 26 de diciembre de 1961) es una actriz y modelo estadounidense, hija de la actriz Raquel Welch.

## Biografía
Su carrera empezó en Italia, donde participó en los filmes Sin y Amarsi un po'. En 1985 protagonizó el filme de ciencia ficción Cocoon y su secuela de 1988 Cocoon: The Return. De regreso en Europa, participó en filmes italianos y alemanes, y en algunas producciones de televisión. También figuró en películas independientes estadounidenses como Yo disparé a Andy Warhol, Sue y Search and Destroy.
Como modelo, apareció en las portadas o páginas de revistas como Playboy, Vogue, GQ, Interview y Marie Claire.

## Filmografía
- Sin (1971)
- Amarsi un po'... (1984)
- Cocoon (1985)
- Sleeping Beauty (1987)
- Lethal Obsession (1987)
- Falcon Crest (1987-1988)
- Cocoon: The Return (1988)
- Disperatamente Giulia (1989)
- La boca (1990)
- L'angelo con la pistola (1992)
- The Criminal Mind (1993)
- Night Train to Venice (1993)
- Improper Conduct (1994)
- Search and Destroy (1995)
- Yo disparé a Andy Warhol (1996)
- Ripper (1996)
- Johnny 2.0 (1997)
- Sue (1997)
- Black Light (1999)
- Body and Soul (1999)